# Ейлсбері
Е́йлсбері (англ. Aylesbury) — місто на південному сході Великої Британії, головне місто графства Бакінгемшир і району Ейлсбері-Вейл. Ейлсбері розташоване на півдні центральної Англії, в 58 км на північний захід від центру Лондона. Входить до складу Лондонського метрополійного району. За переписом 2001 року населення склало 65 173 особи.
В результаті розкопок 1985 року виявлено укріплення залізної доби, які датуються початком IV століття до нашої ери.
У VII столітті сестрами Едбургою і Едітою в Ейлсбері заснований монастир.
Ейлсбері був оголошений новим повітовим містечком Бакінгемшира у 1529 році королем Генріхом VIII: садиба Ейлсбері була одним з численних маєтків, що належали Томасу Болейну, батькові Анни Болейн. Чума знищила населення міста в 1603/4 роках.
2 січня 2017 року місто було статус місто-сад від уряду Великої Британії.

## Охорона здоров'я
Лікарня Сток-Мандевілла — велика лікарня Національної служби охорони здоров'я на південь від центру міста. Національний центр травм хребта — це один з найбільших у світі спеціалізованих центрів лікування хвороб хребта, і піонерська реабілітаційна робота, проведена там нейрохірургом Людвігом Гутманом, призвела до започаткування Паралімпійських ігор. Він на практиці довів, що спорт для людей з інвалідністю створює умови для успішної життєдіяльності, відновлює психічну рівновагу, дозволяє повернутися до повноцінного життя. З 1948 року за його ініціативою серед людей на колясках щорічно проводяться Сток-Мандевільські ігри. Стадіон «Сток-Мандевілл», розташований поряд з лікарнею, і є Національним центром спорту з інвалідністю у Сполученому Королівстві.